# تحت تعقیب (فیلم ۲۰۰۸)
تحت تعقیب (به انگلیسی: Wanted) یک فیلم اکشن و دلهره‌آور آمریکایی به کارگردانی تیمور بکمامبتوف با بازی جیمز مک‌آووی و آنجلینا جولی که در سال ۲۰۰۸ اکران شده‌ است. تحت تعقیب اقتباسی است از کتاب کمیک استریپی به همین نام نوشته مارک میلر. هر چند داستان فیلم عملاً چندان ارتباطی با کمیک بوک ندارد.

## خلاصه داستان
وسلی گیبسون (جیمز مک‌آووی) جوان بدشانسی است که دوست دخترش بی‌وفا از آب درآمده‌است. در اداره‌ای که کار می‌کند نیز تحت نظارت یک رئیس عذاب دهنده و خشن است. روزی دختری به نام فاکس (آنجلینا جولی) او را از دست یک قاتل نجات می‌دهد. سپس وسلی را وارد گروه تروریستی به نام گروه برادران می‌کند.

## بازیگران
- جیمز مک‌آووی در نقش وسلی گیبسون جوان ۲۴ ساله‌ای که در یک اتاقک کار می‌کند اما می‌فهمد که وارث یک قاتل است.
- آنجلینا جولی در نقش فاکس یکی از اعضای ماهر انجمن برادری که وسلی را راهنمایی می‌کند
- مورگان فریمن در نقش اسلون رهبر انجمن برادری و همکار سابق آقای ایکس
- توماس کرچمان در نقش کراس یک قاتل سرکش که انجمن برادری را ترک کرده است[۲]
- کامن در نقش ارل اسپلمن/تفنگ ساز یک مرد مسلح حرفه‌ای که دیگران را برای استفاده از اسلحه آموزش می‌دهد
- کنستانتین خابنسکی در نقش نابودگر یک متخصص در مواد منفجره که بمب می‌سازد و آنها را به موش‌ها می‌چسباند
- مارک وارن در نقش تعمیرکار قاتلی که می‌گوید با کتک زدن شدید مردم «عادات بد» را ترک می‌کند
- داتو بختادزه[۳] در نقش قصاب یک متخصص چاقو که وسلی را در مبارزه با چاقو آموزش می‌دهد
- ترنس استامپ در نقش پکوارسکی یک استاد در علم قتل، او به عنوان یک مأمور سرکش در خارج از انجمن برادری فعالیت می‌کند و همچنین یک صنعتگر است
- دیوید اوهارا در نقش آقای ایکس اولین عضو انجمن برادری که گفته می‌شود بزرگترین قاتل است
- کریس پرت در نقش بری:

همکار وسلی گیبسون در اداره و دوست صمیمی‌اش
- کریستن هگر در نقش کثی:

دوست‌دختر بی‌وفا وسلی
- سوفیا هاک در نقش پوجا:
- لورنا اسکات[۴] در نقش جنیس:

رئیس از خود راضی وسلی